# Eunidia varicoloripennis
Eunidia varicoloripennis är en skalbaggsart som beskrevs av Stefan von Breuning 1969. Eunidia varicoloripennis ingår i släktet Eunidia och familjen långhorningar. Inga underarter finns listade i Catalogue of Life.